# 不丹童軍總會
1970年，童軍活動引進不丹。1999年6月，不丹童軍總會（英語：Bhutan Scout Tshogpa）正式在南非德班舉辦的第35屆世界童軍會議中，成為世界童軍運動組織的成員。2011年，其會員人數為18,170人。
1995年起，不丹的團服務訓練課程由世界童軍總部亞太區主導，並接受印度童軍與女童軍、孟加拉童軍、巴基斯坦童軍總會、日本童軍總會與加拿大童軍的協助。
不丹童軍成員曾參與1998年智利世界童軍大露營、泰國第20次世界童軍大露營與英國第21次世界童軍大露營。
不丹於2002年2月21日至26日，舉辦了亞太區第一屆南亞基金會童軍友誼營，數百名童軍與服務員聚集於廷布、普那卡與旺杜波德朗宗。該次營隊的主題為「區域合作」，共550名男女童軍參與。
不丹第一次國家童軍大露營，於2007年2月6日舉辦。
2008年11月，不丹童軍成員協助旺楚克國王的加冕慶祝活動，並協助打掃首都廷布的街道。
不丹童軍總會的徽章融入了不丹國旗的配色，並且在百合花飾上綁著一條哈達。其童軍銘言「準備」的宗喀語為。